# The Trooper
"The Trooper" é uma canção da banda inglesa de heavy metal Iron Maiden. Foi lançada como o segundo single do quarto álbum de estúdio da banda, Piece of Mind, em 20 de junho de 1983. Foi uma das poucas canções a ter muito sucesso nas rádios dos Estados Unidos, chegando assim ao 28º lugar nas paradas de rock mainstream dos EUA. Também alcançou sucesso no Reino Unido, chegando ao 12º lugar nas paradas de singles do Reino Unido, bem como ganhando uma recepção muito melhor do que o single anterior da banda, "Flight of Icarus".

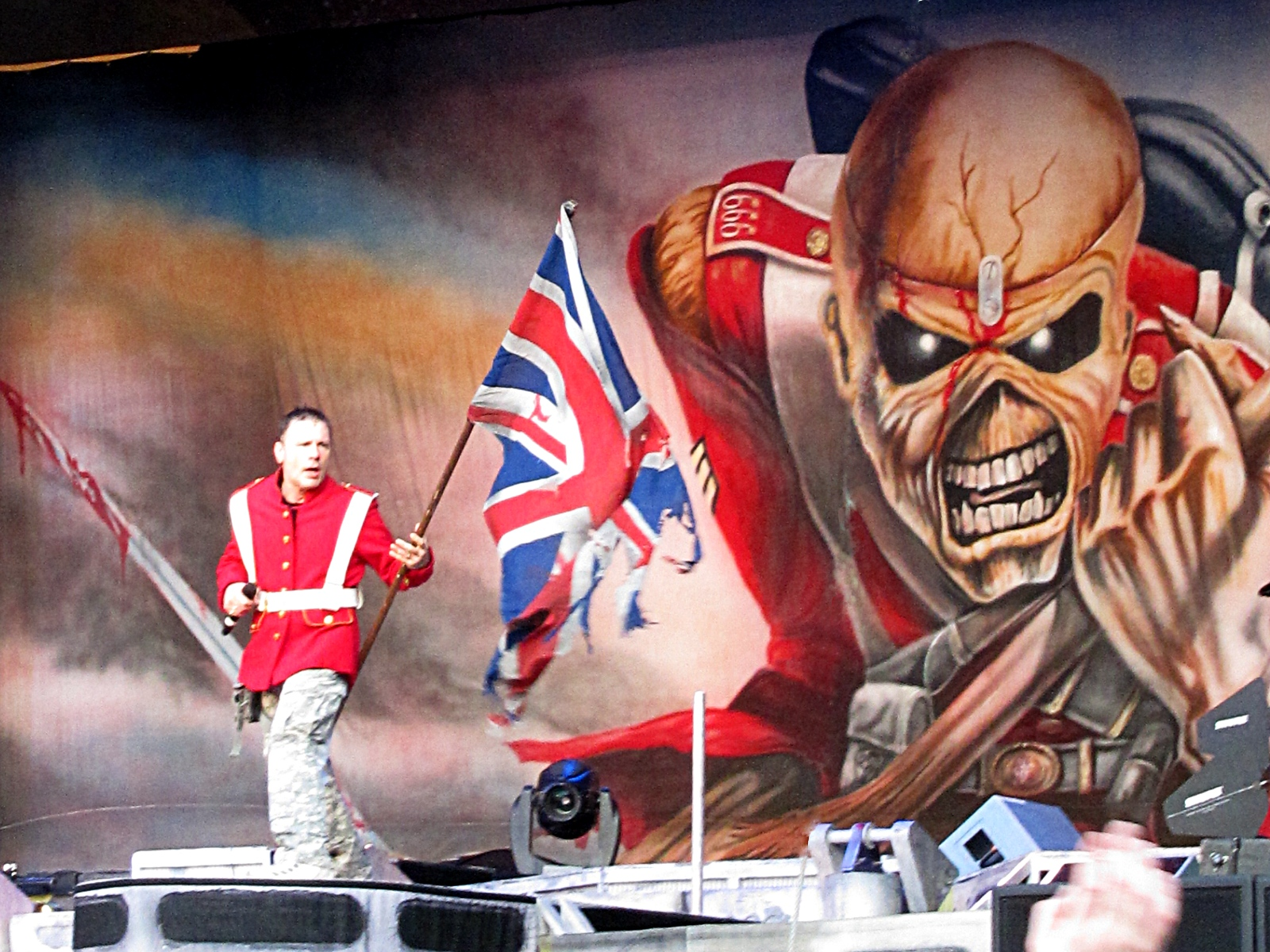
Bruce Dickinson interpretando a canção usando um jaleco militar britânico no estilo "casaco vermelho".

A música é inspirada num poema da autoria de Lord Tennyson, intitulado: The Charge of The Light Brigade. O poema trata da Batalha de Balaclava, ocorrida durante a Guerra da Crimeia, em 1854. Trata-se basicamente de uma narrativa da batalha sob o ponto de vista de um cavaleiro britânico, que, sem esperanças, avança contra as linhas russas. A música foi escrita pelo baixista da banda e principal compositor, Steve Harris e é geralmente interpretada pelo vocalista Bruce Dickinson, vestindo uma farda militar britânica e agitando uma bandeira do Reino Unido.
Durante a gravação do álbum Rock in Rio, que finalizava a turnê de lançamento do álbum Brave New World, Bruce Dickinson faz uma breve introdução, recitando versos do poema original.
Em 2005, o single "The Trooper" foi relançado, contendo a versão ao vivo gravada no álbum Death on the Road, além da versão original em estúdio. Contém também outras 3 faixas gravadas ao vivo em Reykjavík, Islândia.
A música "The Trooper" está presente no game Rock Band na versão para PlayStation Portable e no game mobile Beatstar na categoria "Extremo".

## Listas de músicas

### 1983 single
1. "The Trooper" (Harris) – 4:10
2. "Cross-Eyed Mary" (Ian Anderson, Jethro Tull cover) – 3:55

### 2005 relançado em CD
1. "The Trooper" (ao vivo Death on the Road) (Steve Harris) – 4:12
2. "The Trooper" (original) (Harris) – 4:10
3. "Prowler" (Gravado ao vivo em Reykjavík, Islândia, em 7 de Junho de 2005) (Harris) – 4:24
4. "Another Life" (Gravado ao vivo em Reykjavík, Islândia, em 7 de Junho de 2005) (Harris)
5. "Murders in the Rue Morgue" (Gravado ao vivo em Reykjavík, Islândia, 7 de Junho de 2005) (Harris)
6. "The Trooper" (vídeo ao vivo da faixa principal) (Harris) – 4:12
7. "The Trooper" (vídeo original promo) (Harris) – 4:10

### 2005 relançado em 7" Blue Vinyl
1. "The Trooper" (ao vivo em Death on the Road) (Steve Harris) – 4:12
2. "Another Life" (Em Reykjavík, Islândia, em 7 de junho de 2005) (Harris)

## Créditos
- Bruce Dickinson – vocal
- Dave Murray – guitarra
- Adrian Smith – guitarra, vocal de apoio
- Steve Harris – baixo, vocal de apoio
- Nicko McBrain – bateria